# Gerhard-Thoma-Ehrenpreis
Der Gerhard-Thoma-Ehrenpreis ist ein undotierter Wissenschaftspreis auf dem Gebiet der deutschen Steuerwissenschaften (insbesondere der Betriebswirtschaftlichen Steuerlehre und der Steuerrechtswissenschaft). Er wird seit 1953 jährlich vom Fachinstitut der Steuerberater im Rahmen des Fachkongresses der Steuerberater zu Ehren von Gerhard Thoma an einen oder mehrere Nachwuchswissenschaftler für die beste steuerwissenschaftliche Monographie (Dissertation oder Habilitationsschrift) oder für das Lebenswerk einer Persönlichkeit vergeben. Das Thema der Arbeit sollte idealerweise ebenso praxisrelevant wie wissenschaftlich anspruchsvoll sein. Bewerben können sich alle Personen, deren Arbeit bis zu diesem Termin veröffentlicht ist. 
Der Gerhard-Thoma-Ehrenpreis dient dem Zweck, hervorragende um die Förderung des Steuerrechts und der betriebswirtschaftlichen Steuerlehre verdiente wissenschaftliche Leistungen auszuzeichnen. Gerhard Thoma (1904–1973), Steuerberater und vereidigter Buchprüfer, war maßgeblich an der Entwicklung des Berufsstandes des Steuerberaters beteiligt. Er ging davon aus, dass eine moderne Wirtschaftsverfassung auch ein modernes Steuerrecht voraussetze. Die Krönung seiner Arbeit war die Verabschiedung des Steuerberatungsgesetzes.

## Preisträger
Die Liste ist unvollständig.
- 1961: Albert Rädler[1]
- 1968: Arndt Raupach[2]
- 1977: Heinz-Jürgen Telkamp[3]
- 1978: Hugo von Wallis[4]
- 1984: Michael Hebig[5]
- 1988: Bernd Rabald[6]
- 1991: Gerd Rose[7]
- 1993: Klaus Tipke[8]
- 1994: Oliver Hötzel und Arnd Stollenwerk[9]
- 1995: Brigitte Knobbe-Keuk[10]
- 1996: Christoph Spengel und Wolf Wassermeyer[11]
- 1997: Dirk Pohl[12] und Norbert Dautzenberg[13]
- 1998: Manfred Groh[14]
- 2000: Siegfried Widmann[15]
- 2001: Axel Cordewener[16]
- 2002: Johanna Hey[16]
- 2003: Jochen Thiel[17]
- 2004: Uwe Lochmann und Andrea Schmalz[16]
- 2005: Franz Wassermeyer[18]
- 2006: Carsten Schlotter[19]
- 2007: Simone Briesemeister und Christian Schwandtner[20]
- 2009: Rolf Eicke und Carsten Meinert[21]
- 2010: Alexander Bohn[22]
- 2011: Sebastian Kläne und Bernhard Liekenbrock[23]
- 2012: Malte Bergmann[16]
- 2014: Sven-Eric Bärsch und Christian Marquart[16]
- 2015: Dietmar Gosch[16]
- 2016: Moritz Philipp und Ralf Stollenwerk[24]
- 2018: Lisa Riedel[25] und Rebecca Wald
- 2019: Felix Moritz[26] und Andreas Heinen[27]
- 2020: Tim Maciejewski[28] und Felix Werthebach[29]
- 2021: Jakob Müllmann und Gary Rüsch[30]
- 2022: Caroline Glenk und Maximilian Benke[31]
- 2023: Oliver Heutz[32] und Jérôme Klauck[33]
- 2024: Simon Lentz[34]